# 瓦休甘河
瓦休甘河（俄语：Васюга́н）是俄羅斯的河流，位於托木斯克州的西西伯利亞平原，屬於鄂畢河的左支流，河道全長1,082公里，流域面域61,800平方公里，發源自瓦休甘沼澤。